# Mono & Nikitaman
Mono & Nikitaman ist eine deutschsprachige Band, die 2003 von Monika Jaksch und Nick Tilstra gegründet wurde. Ihre Musik mit zumeist sozialkritischen Texten hat musikalische Einflüsse von Reggae, Dancehall, Hip-Hop, Popmusik und Punk.

## Geschichte

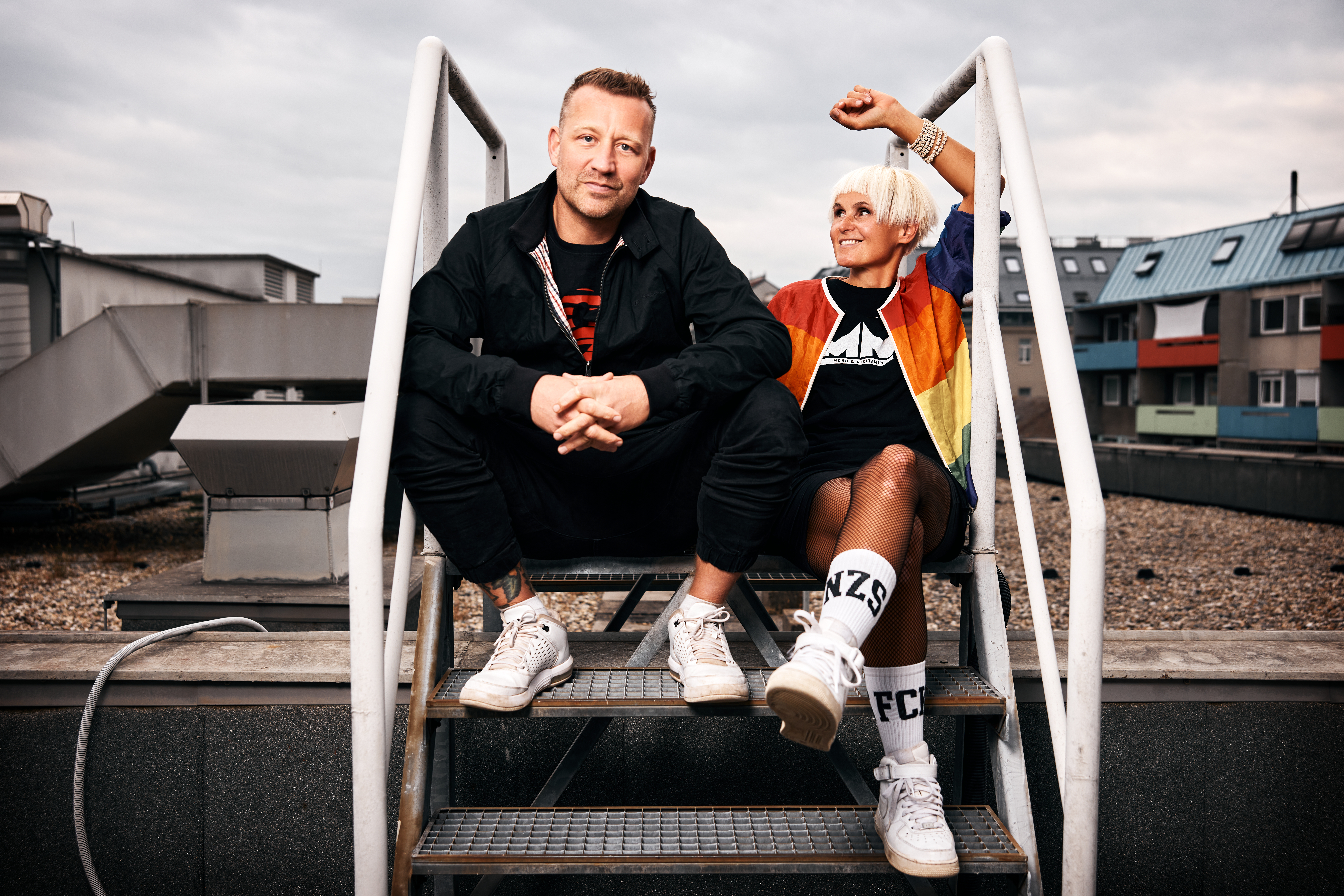
Mono & Nikitaman 2022 - Foto by Pascal Riesinger

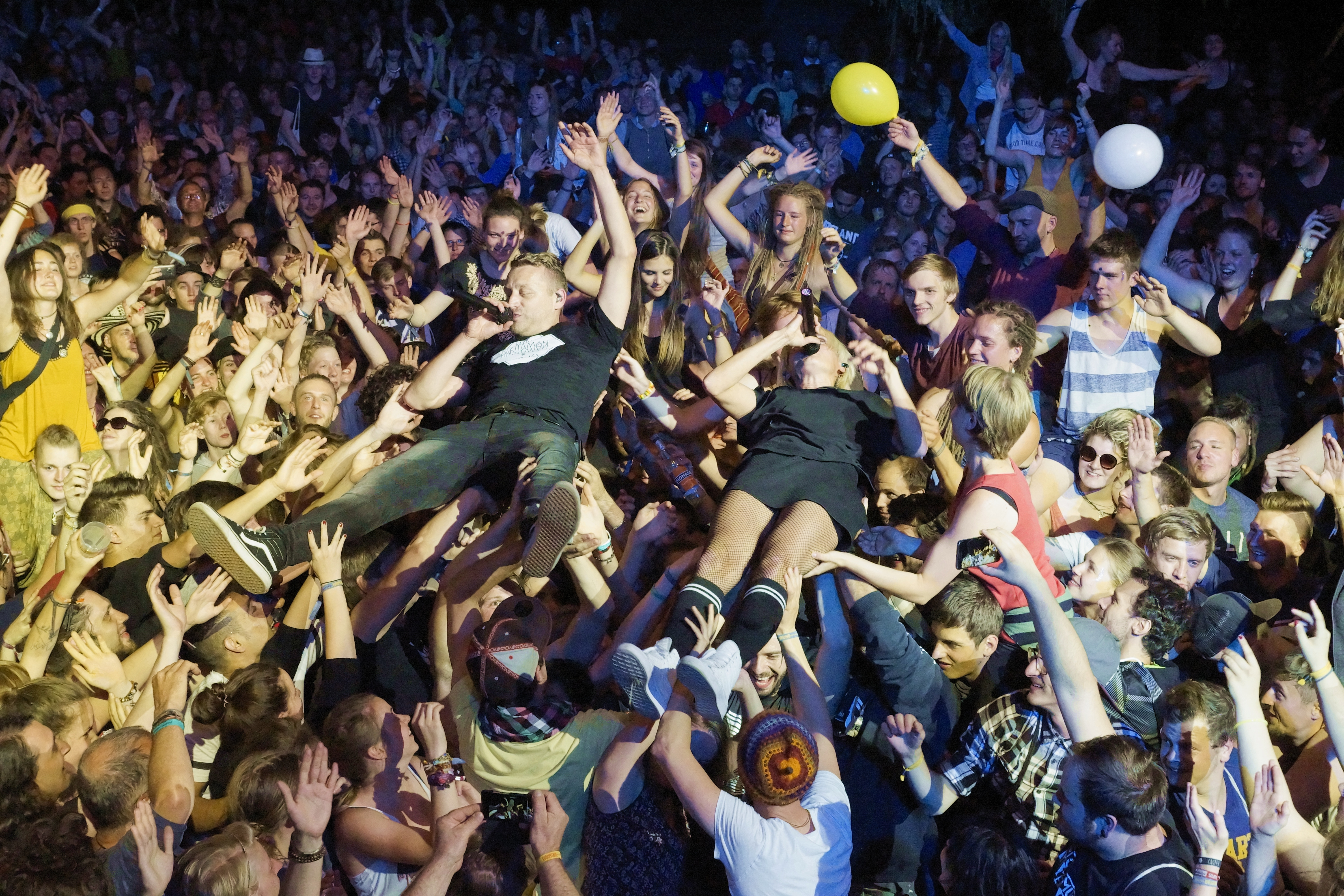
Mono & Nikitaman - Rudolstadt-Festival 2016

Mono (bürgerlich Monika Jaksch; * 5. Mai 1975 in Linz) absolvierte ihr Studium an der Kunstuniversität Linz. Sie lebte einige Zeit in Bristol und San Francisco, um dort ihren Hip-Hop-Dokumentarfilm Paint the town blue zu drehen. Außerdem war sie Mitglied und DJ im Linzer Sound System Soundsgood International.
Nikitaman (bürgerlich Nick Tilstra; * 4. Juli 1974 in Düsseldorf), der im Düsseldorfer Hausbesetzermilieu aufwuchs spielte als Perkussionist in mehreren Bands. Daneben tourte er mit verschiedenen Soundsystems unter anderem auch im süditalienischen Salento. Beim dortigen Zusammentreffen mit dem Linzer Soundsystem Soundsgood International lernte er Monika Jaksch kennen.

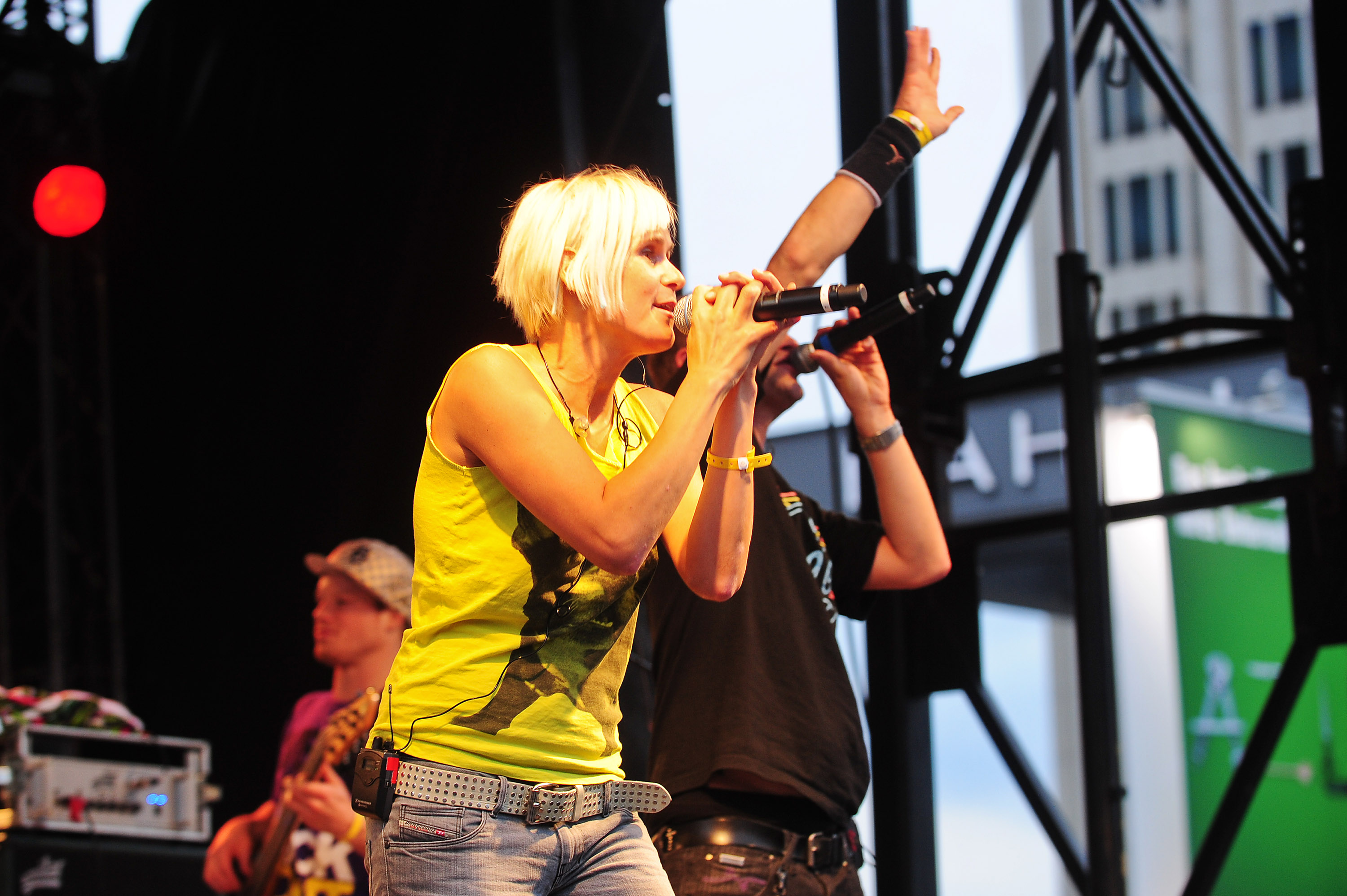
Mono & Nikitaman auf der Demonstration Freiheit statt Angst

Auf der 2002 erschienenen EP Ahh...Loco..? von Nikitaman gibt es ein erstes Feature mit Mono, woraufhin sich beide 2003 entschlossen eine gemeinsame Band zu gründen.
2004 erschien ihr erstes gemeinsames Album Das Spiel beginnt auf dem Independentlabel Rootdown Records. Es folgten drei weitere Alben auf demselben Label mit Features von u. a. Gentleman, Ce’Cile, Russkaja, Rebellion the Recaller und General Degree.
Das 2012 erschienene Livealbum inklusive einer von Urban Tree Media produzierten DVD und Mini Doku und bildete den Abschluss der Zusammenarbeit mit Rootdown Records.
2015 erschien mit Im Rauch der Bengalen erstmals ein Album auf dem eigens von Mono & Nikitaman gegründetem Label M&N Records.
Drei Jahre später folgte das Album Guten Morgen es brennt mit Features von Sookee, Mal Élevé von Irie Révoltés und ZSK, das sich in den deutschen Charts auf Platz 13 platzieren konnte.
2022 folgte ihr vorerst letztes Album Autonome Zone.
Mono & Nikitaman positionieren sich in ihren Texten klar gegen Ausgrenzung, Rassismus und Faschismus. Seit 2009 sind sie offizielle Paten des Projektes „Schule ohne Rassismus – Schule mit Courage“ am Hannah-Arendt-Gymnasium in Haßloch. Außerdem engagieren sich die beiden für verschiedene Projekte wie z. B. Viva con Aqua, Sea-Watch, Sea Punks e. V. u. v. m.
Mono & Nikitaman leben heute in Berlin.

## Musik
Der musikalische Stil von Mono & Nikitaman enthält Einflüsse von Dancehall, Reggae, Hip-Hop, Pop und Punk.

## Diskografie

### Alben
- 2002: Ahh...Loco..? (EP von Nikitaman)
- 2004: Das Spiel beginnt
- 2006: Für immer
- 2008: Ausser Kontrolle
- 2011: Unter Freunden
- 2012: Live! (Live CD/DVD)
- 2015: Im Rauch der Bengalen
- 2018: Guten Morgen es brennt
- 2022: Autonome Zone

### Singles
- 2008: Das Alles
- 2008: Schlag Alarm
- 2011: Komplizen
- 2011: Zeit steht still
- 2011: Ein paar Meter
- 2016: Hitler muss immer wieder sterben
- 2017: Kein Weed
- 2017: Gib mir ein bisschen Sommer
- 2018: Wir sind mehr
- 2018: Wochenende
- 2018: Nirvana
- 2019: Ich
- 2019: Geh schon mal vor
- 2020: der Wahnsinn von A bis Z
- 2020: ich glaub wir sind jetzt alleine
- 2021: Zeit für Optimisten
- 2021: Deutschland du bist rassistisch
- 2021: Autonome Zone
- 2021: Du bist perfekt